# Phratriodes curvisignis
Phratriodes curvisignis är en fjärilsart som beskrevs av Edward Meyrick 1926. Phratriodes curvisignis ingår i släktet Phratriodes och familjen praktmalar, Oecophoridae. Inga underarter finns listade i Catalogue of Life.